# Peter MacLeod
Pour Peter McLeod, entrepreneur forestier du Saguenay, voir Peter McLeod.
Pour les articles homonymes, voir MacLeod.
Peter MacLeod (né le 17 avril 1969 au Québec à Lac-Drolet, en Estrie) est un humoriste et un animateur de radio.

## Biographie
Étudiant à l'École nationale de l'humour à partir de 1992, il se fait connaître en 1995 au festival Juste pour rire. Il est invité à différentes émissions de télévision et devient l’un des artistes favoris aux Jeudis Stand-up du Café Campus et du Bourbon à Mont-Rolland. À l'hiver 1995, il est choisi pour faire la première partie de la tournée Chaud 95 de Roch Voisine, ce qui lui permet par la suite de lancer sa carrière. Depuis 1999, il anime une émission sur CKMF. 
En 2011, il présente son quatrième one-man show intitulé Sagesse reportée. Le jeudi 12 septembre 2013, Peter MacLeod est impliqué dans un accident dans Lanaudière, près du lac Manouane, où deux hydravions sont entrés en collision. Bien que son appareil ait été complètement détruit après un atterrissage forcé en forêt, MacLeod s'en tire sans blessures sérieuses.
Depuis 2013, Peter MacLeod est animateur au 96,9 CKOI lundi au jeudi (anciennement en semaine) 15h-18h avec ton émission Le Clan MacLeod.
Le 1er avril 2021, Peter MacLeod lance sa première gamme de produits alimentaires italo-québécois sous la marque Pete Authentique en exclusivité chez les épiciers Metro et Super C.

## Carrière

### Spectacles
- 1997 : Le monde selon MacLeod
- 2000 : Macleod 2 : Libéré sur parole
- 2007 : MacLeod : 3e Round
- 2010 : MacLeod : 20 ans d’humour
- 2011-2014 : Sagesse reportée
- 2015 : P-ARTY 80 : Back to the coiffure
- 2016 : Libre
- 2017 : Party Country de P-A Méthot

### Télévision
- 2009 : Bienvenue aux dames : Kevin Matteau
- Spectacle - Live à Laval[3] (2010)

### Filmographie
- 2011 : French Immersion de Denis Tremblay : Kevin Tierney

### Publication
- 2019 : Peter MacLeod, l'homme de ma vie, co-écrit avec Samuel Larochelle